# 山形政弘
山形政弘（やまがた まさひろ、1947年9月24日  - ）は、日本の企業家。銀座山形屋社長。東京都出身。

## 略歴
- 祖父は山形屋洋服店創業者の山形政次郎、父は銀座山形屋初代社長の山形政男。
- 青山学院初等部、青山学院中等部・高等部卒業。
- 1970年（昭和45年）3月 青山学院大学経営学部経営学科卒業、山形産業㈱入社
- 1972年（昭和47年）9月 株式会社山形屋（現株式会社銀座山形屋）入社
- 1975年（昭和50年）8月 取締役
- 1979年（昭和54年）8月 常務取締役
- 1981年（昭和56年）8月 ㈱新橋山形屋代表取締役
- 1983年（昭和58年）4月 専務取締役
- 1989年（平成元年）4月 代表取締役社長
- 2003年（平成15年）6月 代表取締役会長就任
- 2007年（平成19年）4月 代表取締役社長